# 비수급 빈곤층
비수급 빈곤층은 소득과 재산 등을 환산한 소득 인정액이 급여의 선정기준선 아래에 있지만 부양의무자 기준 등을 충족하지 못하여, 국민기초생활보장제도의 수급자가 되지 못하는 계층이다. 즉, 수급권자의 경제적 수준만 보면 마땅히 공공부조의 혜택을 받을만한 자격이 되나, 다른 이유(부양의무자 기준에 의한 탈락, 급여 미신청 등)로 인하여 공공부조의 혜택을 받지 못하고 있는 집단으로 '복지 사각지대'라고 부르기도 한다.
어떤 이가 생계를 꾸려나가는 데에 큰 어려움을 느낄 정도로 몹시 가난한 데도 불구하고, 어떠한 이유에 의해서 정부의 사회복지 혜택을 받지 못하고 있다는 점에서 비수급 빈곤층 문제는 그 해결에 시급을 요한다고 할 수 있다. 정부의 발표에 따르면, 2021년 기준으로 우리나라의 비수급 빈곤층은 약 66만 명에 이르는 것으로 추산된다. 이는 2015년의 93만 명에서 감소한 수치이지만, 정부는 이러한 비수급 빈곤층 문제를 해결하기 위해 부양의무자 기준을 완화하고, 생계급여 지급 기준을 상향하는 등의 정책을 추진하고 있다.
1. ↑  임재희 (2023년 9월 19일). “‘복지 사각지대’ 빈곤층 66만명…내년부터 수급 기준 일부 완화”. 한겨레.